# Tatra 700

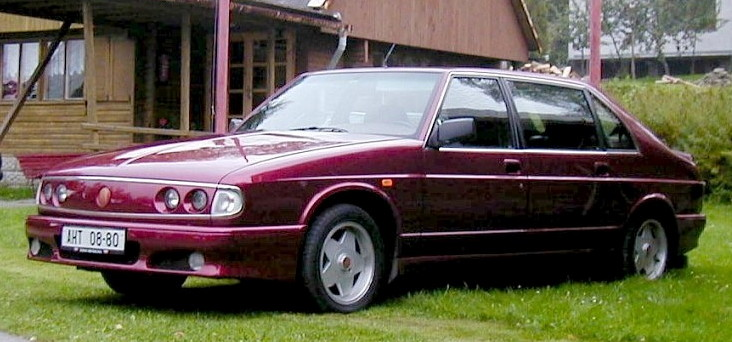
Tatra 700 Schrägheck

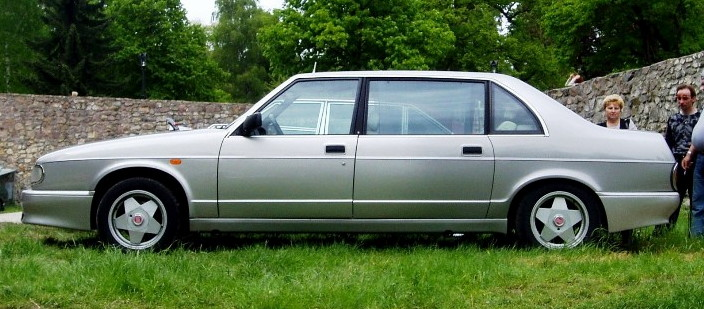
Tatra 700 Stufenheck

Der Tatra 700 ist ein Pkw-Modell der Oberklasse des tschechischen Herstellers Tatra. Das Fahrzeug mit luftgekühltem Achtzylinder-Heckmotor wurde von April 1996 bis 1999 als Nachfolger des Typs 613-4 hergestellt und war das letzte Pkw-Modell von Tatra.

## Geschichte
Die Entwicklung des Tatra 700 begann bereits 1992. Das Ingenieurbüro Tim Bishop in Großbritannien sollte das Modell 613-4 Mi an die neuesten Emissionsvorschriften in den USA und Europa anpassen. Auch das Aussehen des Wagens sollte dabei überarbeitet werden. 1995 befasste sich Geoff Wardle – beschäftigt beim European Art Centre of Design in der Schweiz – mit Front und Heck des Wagens. Dabei wurden Gestaltungselemente früherer Modelle der Marke zitiert. Die tschechische Regierung, die inzwischen ihre Dienstwagen von Mercedes-Benz bezog, sagte zu, 100 Exemplare des neuen Tatra zu bestellen, wenn dieser modernen Erfordernissen entsprechen sollte. So wurde in Zusammenarbeit mit Tatra die neue Karosserie entwickelt und im Dezember 1995 den Regierungsvertretern vorgestellt. Im April 1996 waren die ersten Serienexemplare fertig, aber die tschechische Regierung löste ihr Versprechen nie ein.
Neben der Schräghecklimousine gab es auch eine Stufenheckversion und der 3,5-Liter-Maschine wurde ein 4,4-Liter-Heckmotor mit 294 kW (400 PS) und einer Höchstgeschwindigkeit von 250 km/h zur Seite gestellt. Beide Aggregate hatten Saugrohreinspritzung und einen Drei-Wege-Katalysator. Dennoch konnten die Absatzziele nicht erreicht werden, und so gab Tatra mit Einstellung dieses Modells 1999 den Pkw-Bau auf. Die Gesamtproduktion des Tatra 700 erreichte nur ca. 65 Fahrzeuge. 22 Exemplare davon wurden 1997 produziert. Es gibt auch eine zweitürige als Tatra 700 GT bezeichnete Version. Diese entstand durch den Umbau eines beschädigten Tatra 613.

## Technische Daten 3,5-Liter-Motor
- Baujahr 1996–1999
- Länge: 5130 mm
- Breite: 1800 mm
- Höhe: 1480 mm
- Radstand: 3130 mm
- Spurweite vorne: 1532 mm
- Spurweite hinten: 1532 mm
- Motor: Achtzylinder-V-Motor mit vier obenliegenden Nockenwellen, Luftkühlung mit Axialgebläse, Mehrpunkteinspritzung, Drei-Wege-Katalysator
- Hubraum: 3495 cm³
- Leistung: 148 kW (201 PS) bei 5750/min
- Drehmoment: 300 Nm bei 4000/min
- Getriebe: Hydraulisch betätigte Einscheiben-Trockenkupplung, Fünfgang-Schaltgetriebe mit Mittelschaltung, vollsynchronisiert
- Antriebsart: Heckantrieb
- Leergewicht: 1840 kg
- Beschleunigung 0–100 km/h: 10,8 s
- Höchstgeschwindigkeit: 230 km/h
- Normverbrauch: 12,5 l/100 km